# Zadorne, Ciornomorske
Zadorne (în ucraineană Задорне) este un sat în comuna Kirovske din raionul Ciornomorske, Republica Autonomă Crimeea, Ucraina.

## Demografie
Componența lingvistică a localității Zadorne
     Rusă (40,76%)
     Ucraineană (25,12%)
     Tătară crimeeană (8,53%)
Conform recensământului din 2001, nu exista o limbă vorbită de majoritatea populației, aceasta fiind compusă din vorbitori de rusă (40,76%), ucraineană (25,12%) și tătară crimeeană (8,53%).